# Fastelavn i Hundige
|  | Denne artikel er oprettet af botten Steenthbot ud fra en ekstern database. Den kan derfor have sproglige fejl eller mangler. Denne skabelon kan fjernes efter kontrol af indholdet. |

Fastelavn i Hundige er en dansk dokumentarisk optagelse fra 1932 af fastelavn i Hundige.

## Handling
Hundige, 4/2 1932.